# جو بوشارد
جو بوشارد (بالإنجليزية: Joe Bouchard)‏ هو عازف قيثارة وموسيقي ومغني ومنتج أسطوانات وكاتب أغاني أمريكي، ولد في 9 نوفمبر 1948 في واتيرتاون في الولايات المتحدة.

## وصلات خارجية
- جو بوشارد على موقع IMDb (الإنجليزية)
- جو بوشارد على موقع ميوزك برينز (الإنجليزية)
- جو بوشارد على موقع أول ميوزيك (الإنجليزية)
- جو بوشارد على موقع ديسكوغز (الإنجليزية)
- جو بوشارد على موقع قاعدة بيانات الفيلم (الإنجليزية)